# Harzquerbahn
De Harzquerbahn is een 60,5 kilometer lange smalspoorlijn van de HSB, in het midden van de Harz. De lijn vormt de noord-zuidverbinding door de Harz. Het traject loopt vanuit Nordhausen, via Ilfeld, Sorge en Drei Annen Hohne naar Wernigerode. De lijn wordt, behalve door toeristen, hoofdzakelijk door de eigen bevolking gebruikt.

## Geschiedenis
Het eerste lijngedeelte van de Harzquerbahn, tussen Nordhausen en Ilfeld, werd geopend op 12 juli 1887. Toen exploiteerde de Nordhausen-Wernigeroder Eisenbahn (NWE) de spoorlijn. Een jaar eerder was besloten om de lijn aan te leggen van Nordhausen naar Wernigerode, met een aftakking naar de Brocken. Het traject van Drei Annen Hohne naar de Brocken vormt de Brockenbahn. Op 7 februari 1898 werd de verlenging van Ilfeld naar Netzkater geopend en op 15 september 1889 van Netzkater tot Benneckenstein. Vanuit het noorden werd op 20 juni 1898 het traject tussen Wernigerode en Drei Annen Hohne geopend. Het ontbrekende deel tussen Benneckenstein en Drei Annen Hohne werd op 27 maart 1899 geopend. Na de onteigening in 1949 werd de spoorlijn door de Deutsche Reichsbahn (DR) geëxploiteerd.
Vanaf 1898 kruisten de Harzquerbahn en de Südharzeisenbahn (SHE) in Sorge. Een verbindingsspoor voor het personenverkeer tussen de twee spoorlijnen werd in 1913 aangelegd. In 1945 werd het traject van de Südharzeisenbahn tussen Sorge en Brunnenbachsmühle stilgelegd omdat het spoor de Duits-Duitse grens overschreed. Het traject van Sorge naar Tanne werd nog tot 1958 bereden. Op de grensbrug tussen Oost- en West-Duitsland lagen de sporen nog tot 1989.

## Treinverkeer
Het treinverkeer op de Harzquerbahn is verdeeld in twee lijnen:
- Lijn 325 loopt vanuit Wernigerode direct naar de Brocken. Dit is het drukst bereden gedeelte waar veel toeristen meerijden, hier worden voornamelijk stoomtreinen ingezet.
- Lijn 326, tussen Drei Annen Hohne naar Nordhausen, wordt voornamelijk door de lokale bevolking gebruikt en hier worden hoofdzakelijk dieseltreinen en -trams ingezet. Een keer per dag gaat er een trein van en naar de Brocken vanuit de Selketalbahn.